# Ткешелашвили, Константин Семёнович
Константин Семёнович Ткешелашвили (1907 год, Кутаисский уезд, Кутаисская губерния, Российская империя — дата смерти неизвестна) — главный агроном отдела сельского хозяйства Ванского района, Грузинская ССР. Герой Социалистического Труда (1949).

## Биография
Родился в 1907 году в крестьянской семье в одном из сельских населённых пунктов Кутаисского уезда (сегодня — Ванский муниципалитет). Окончил сельскохозяйственный институт. Трудился на различных хозяйственных должностях в сельском хозяйстве Ванского района. С середины 1940-х годов — главный агроном отдела сельского хозяйства Ванского района.
Занимался развитием виноградарства в Ванском районе. Благодаря его деятельности виноградарские хозяйства Ванского района в 1948 году перевыполнили в целом по району плановый сбор урожая винограда на 23,8 %. Указом Президиума Верховного Совета СССР от 9 августа 1949 года удостоен звания Героя Социалистического Труда за «получение высоких урожаев винограда в 1948 году» с вручением ордена Ленина и золотой медали «Серп и Молот».
Этим же Указом звание Героя Социалистического Труда получили также председатель Ванского райисполкома Андрей Сепович Ломинадзе, первый секретарь Ванского райкома партии Григорий Алексеевич Цховребадзе, заведующий районного отдела сельского хозяйства Герман Онифантович Маглакелидзе, труженики двух колхозов Ванского района звеньевые Сергей Доментиевич Хубулава и Георгий Александрович Окропилашвили.
По итогам работы в 1949 году награждён вторым Орденом Ленина.
Вышел на пенсию в 1968 году. Персональный пенсионер союзного значения. Дата смерти не установлена.
Награды
- Герой Социалистического Труда
- Орден Ленина — дважды (1949; 25.11.1950)